# Tullingesjön
Tullingesjön är en sprickdalssjö som ligger mellan Tullinge och Tumba, i Botkyrka kommun i sydvästra Storstockholm.

## Beskrivning
Tillflöden är Tumbaån och Älvestaån från Tumbasidan i väster. Tullingesjön är sedan utgrävningen av Flottsbrokanalen på 1750-talet igen förbunden med Mälaren. Tullingesjön har bildats i en sprickdal. Utflödet sker i norr via Flottsbrokanalen till Albysjön och vidare via Fittjaviken till Vårbyfjärden i Mälaren.

### Östra sidan
På Tullingesidan finns Tullinge kyrka och Tullinge gård beläget. Stendalsbadet är en populär badplats en dryg kilometer norrut. Nere vid vattnet sträcker sig Tullinge strand, en lummig väg med höga naturvärden. Här märks Örnberget med sin cirka 25 meter höga klippvägg som är en av Mälardalens mest populära klätterklippor. Längst i söder återfinns Madens dagvattenpark som inrättades år 2016 och Villa Kikut som var Alice Tegnérs hem mellan 1912 och 1926. 

### Västra sidan
På Tumbasidan, låglandet, finns Vita villorna, vilka ursprungligen uppfördes för anställda vid Separator, senare Alfa Laval, men som nu är hyresrätter i Botkyrkabyggens bestånd. Söder om Vita Villorna finns halvön med Villa Hamringe och Hamringe dagvattenpark som renar dagvattnet innan det rinner ut i Tullingesjön.

### Norra sidan
Vid Tullingesjöns norra sida finns Flottsbrokanalen som förbinder Tullingesjön med Albysjön. Här ligger även Flottsbro, ett alpint vintersportcentrum med en 100 meter hög skidbacke. Längs Tullingesjön leder "utsiktsrundan", en cirka fyra kilometer lång vandringsstig med strålande utsikt över sjön.

### Södra sidan
På södra sidan av Tullingesjön går Huddingevägen och pendeltågssträckan Södertälje–Stockholm–Märsta.

## Bilder

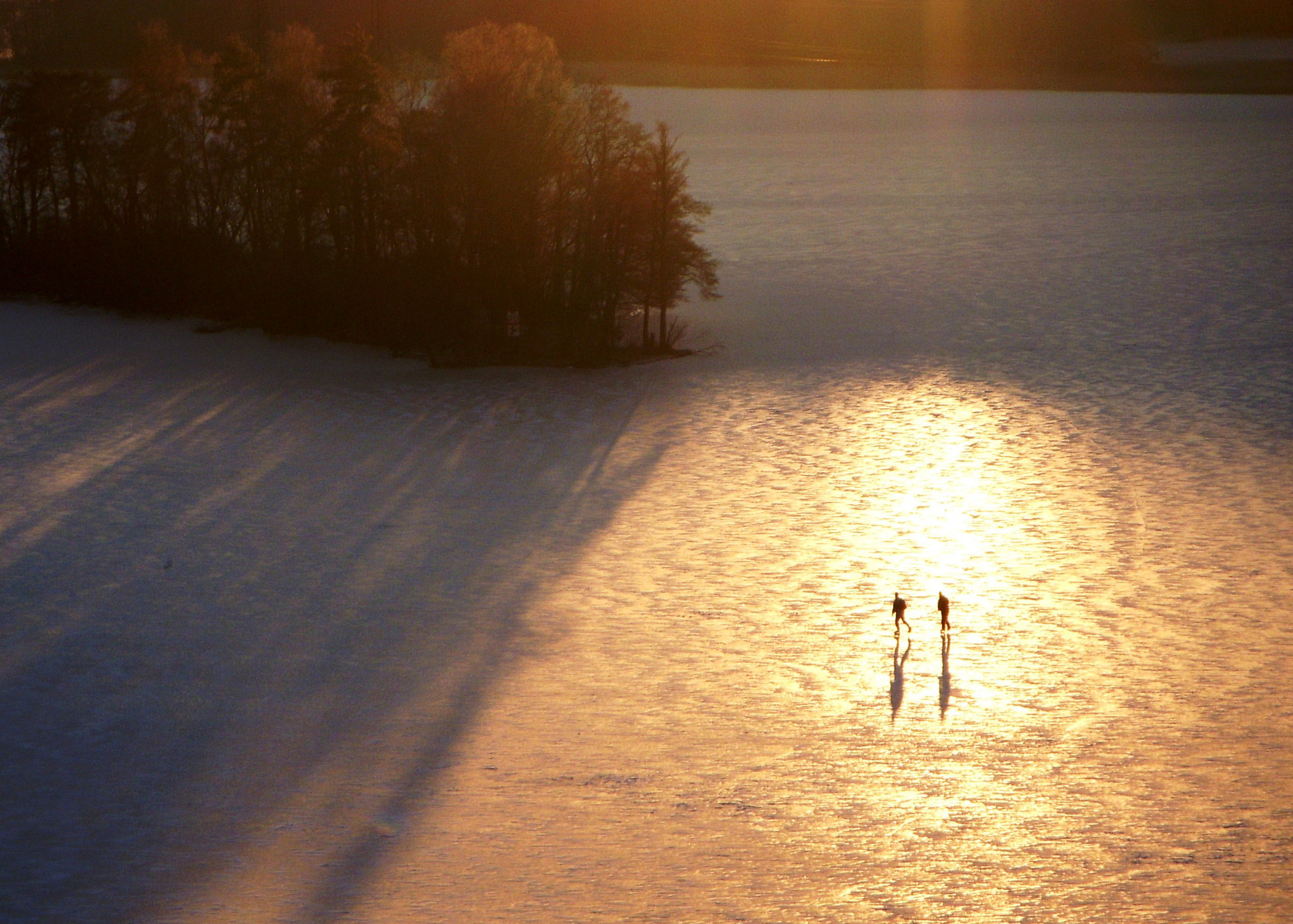
Vinteris på Tullingesjön, januari 2009
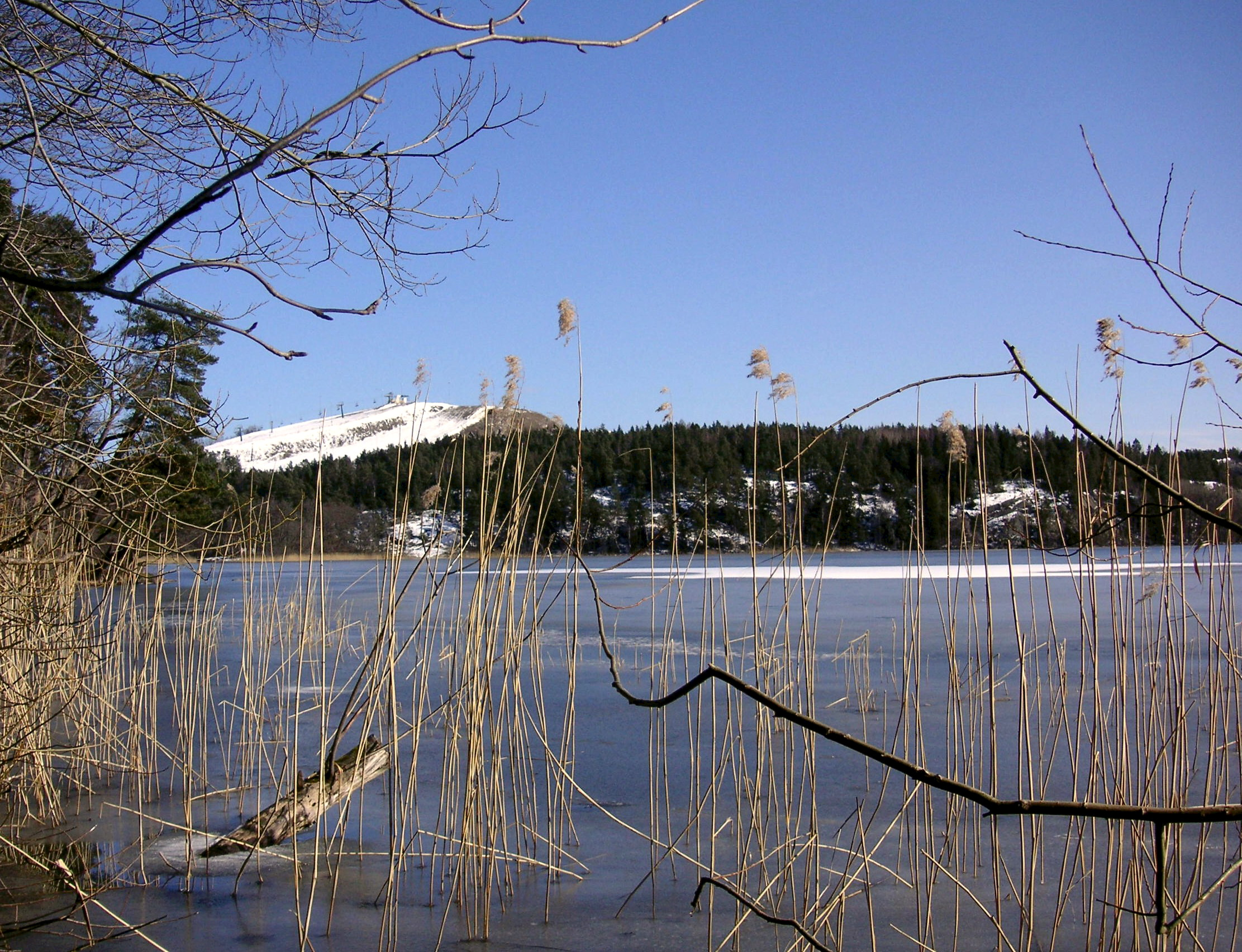
Tullingesjön på vårvintern 2008 med Flottsbrobacken
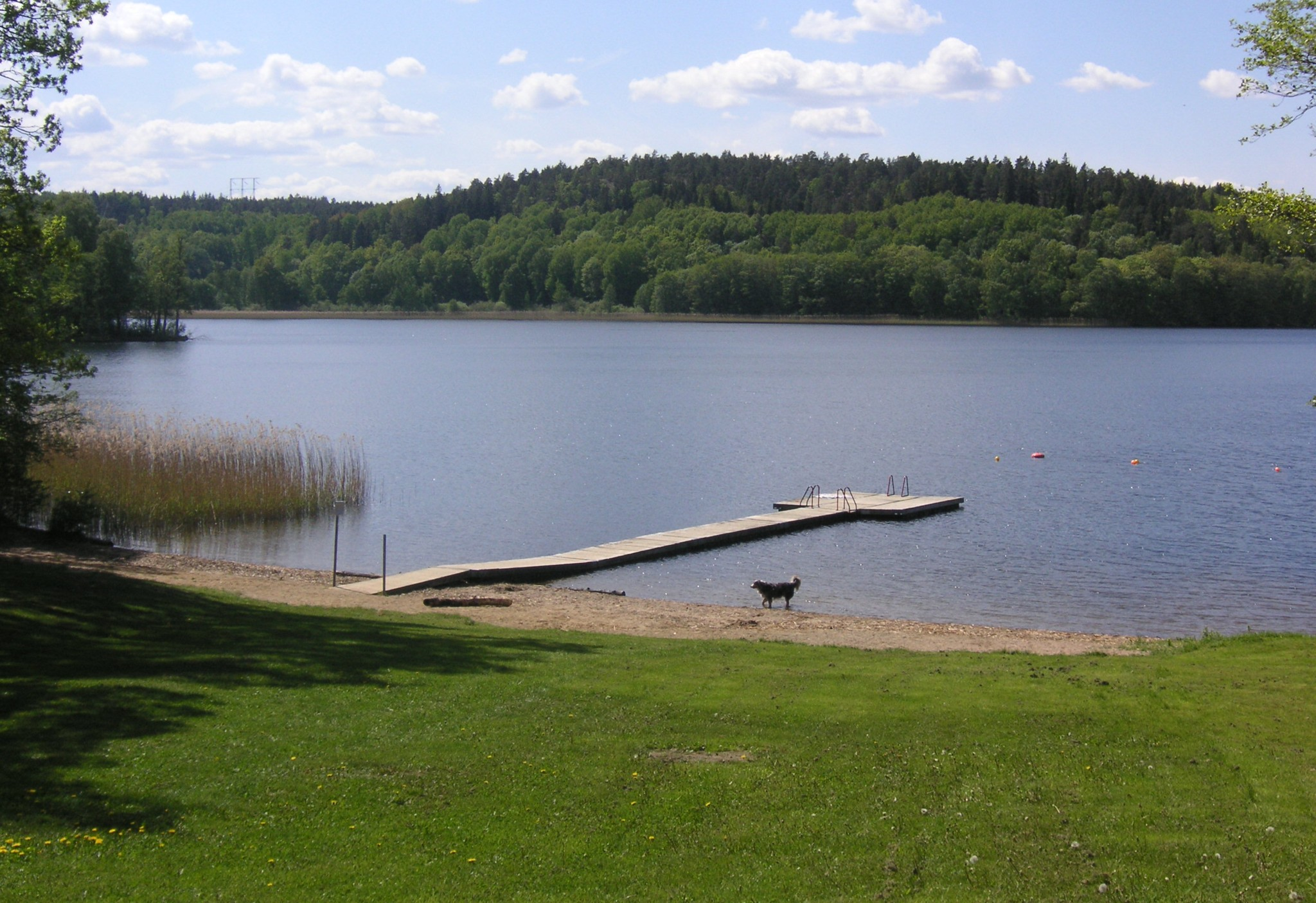
Stendalsbadet vid Tullingesjön, på våren 2008
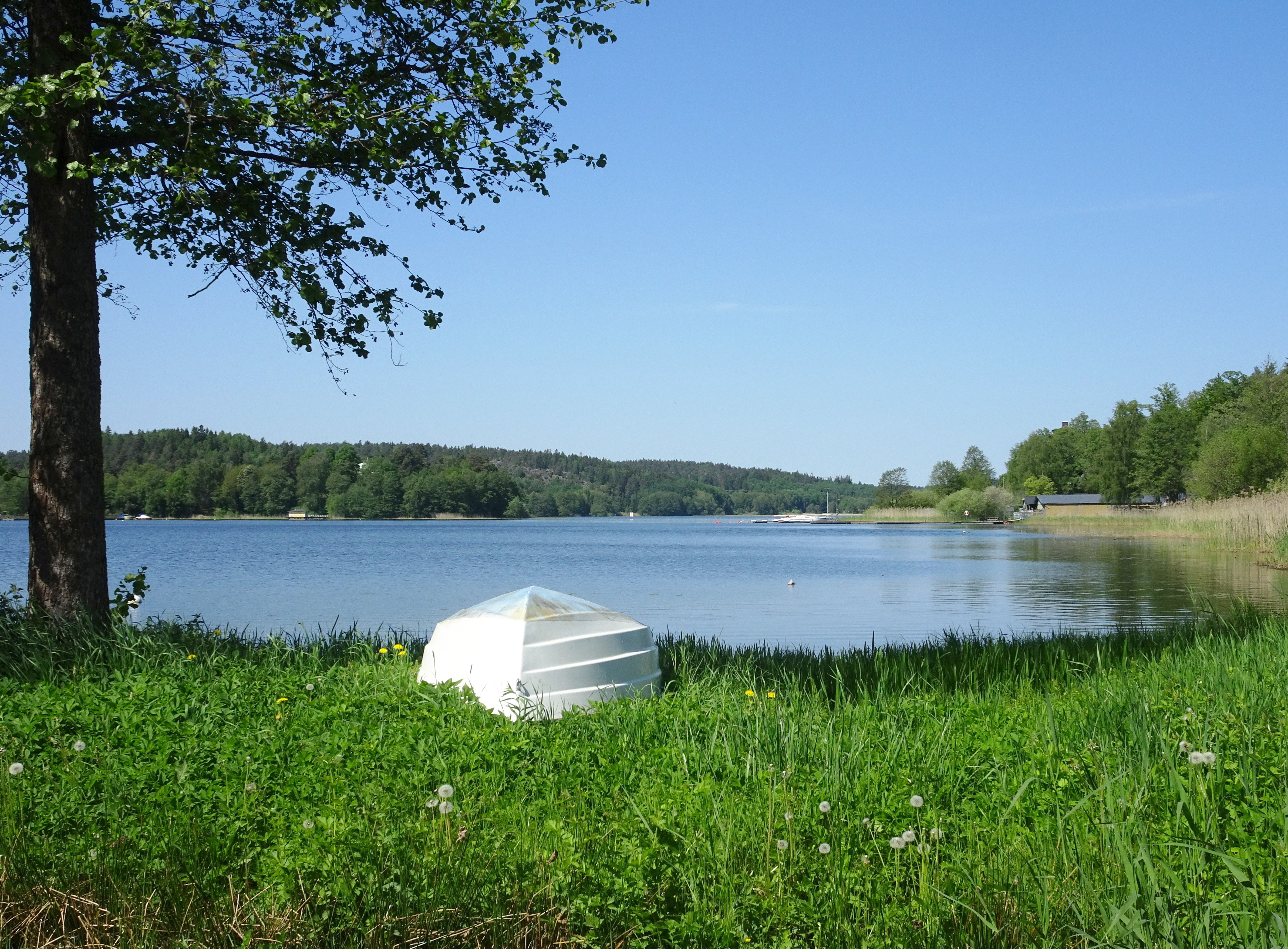
Vy från söder mot norr, maj 2018
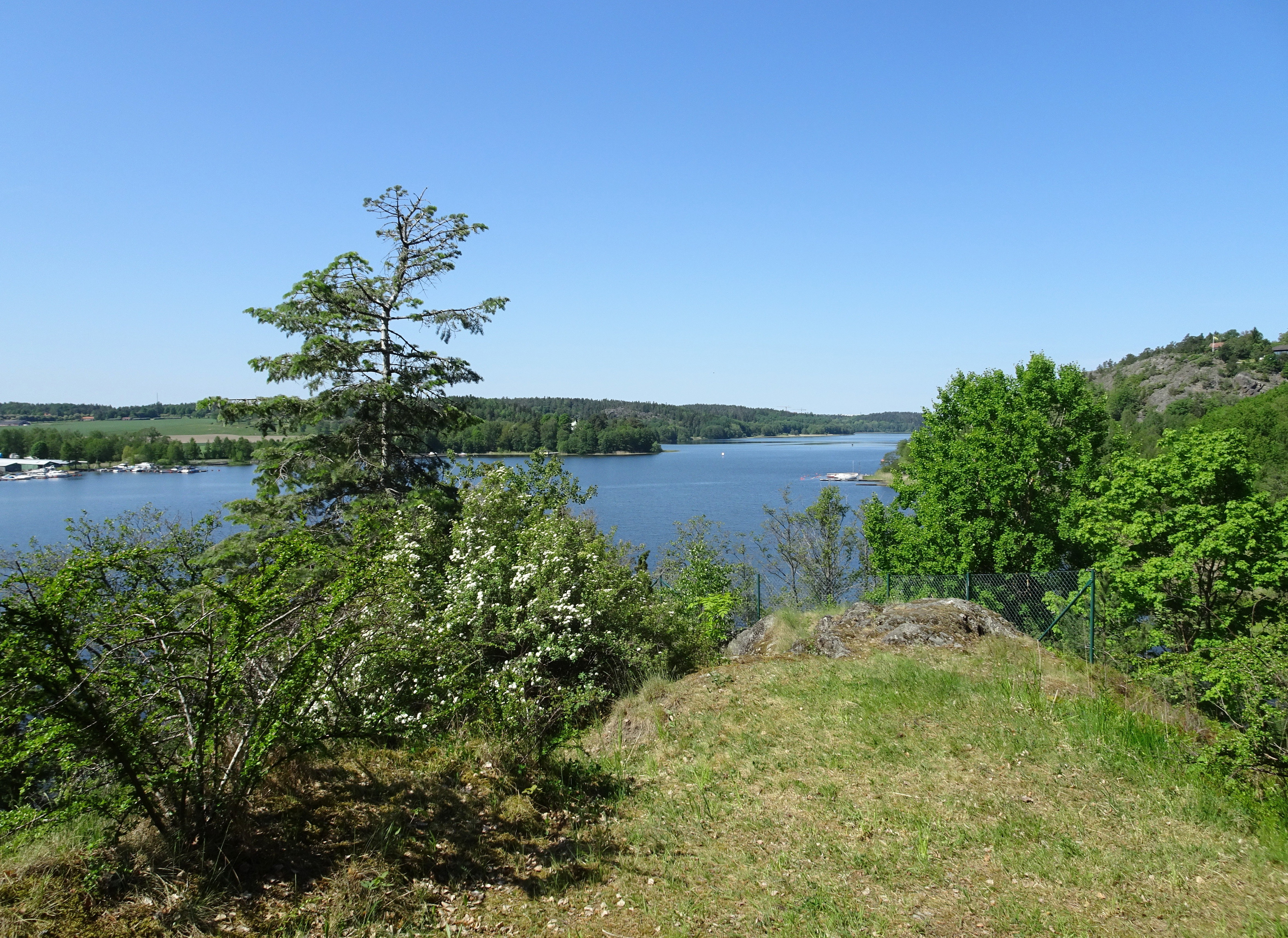
Vy mot norr från Villa Kikut
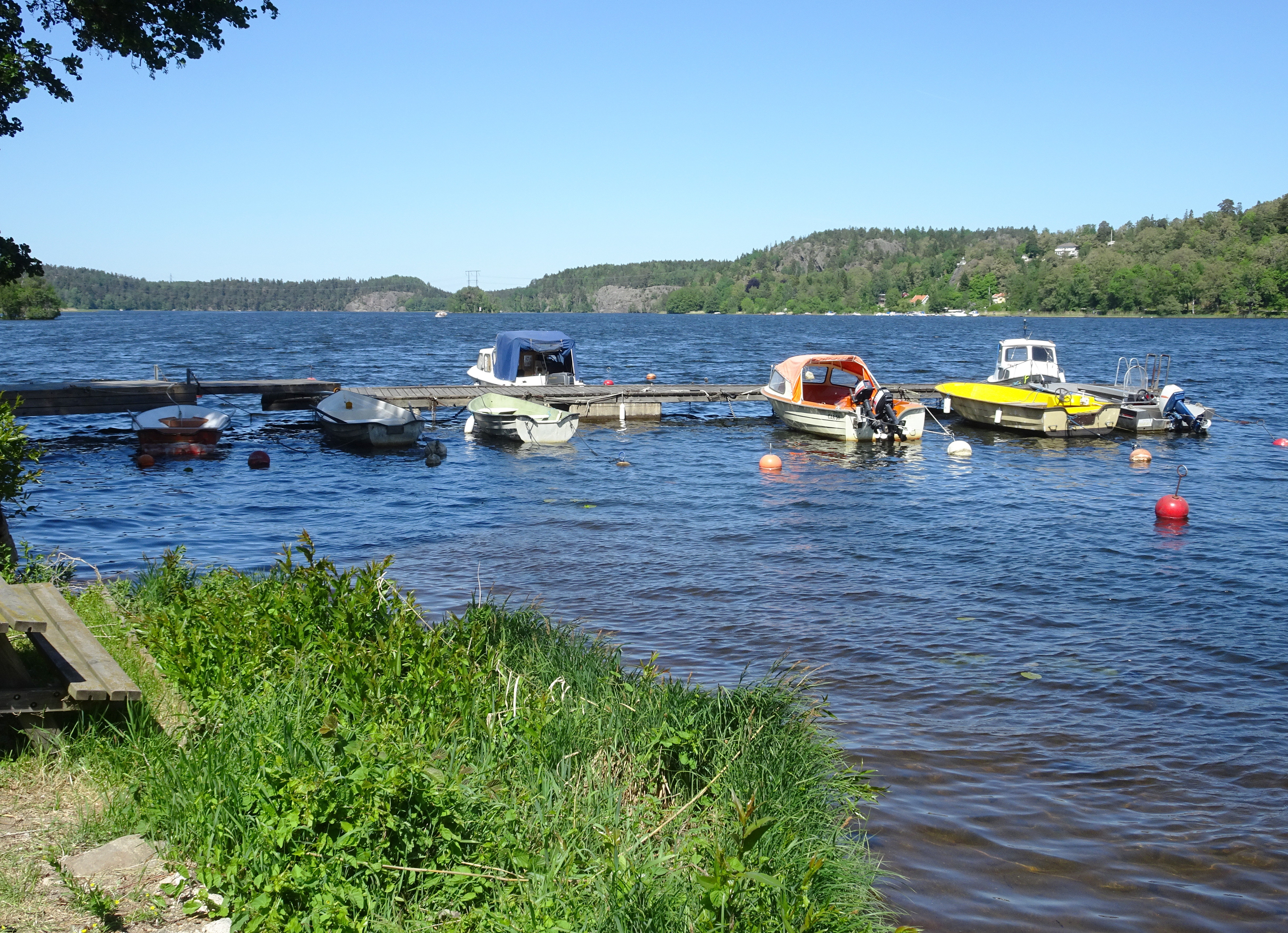
Vy från Vita villorna
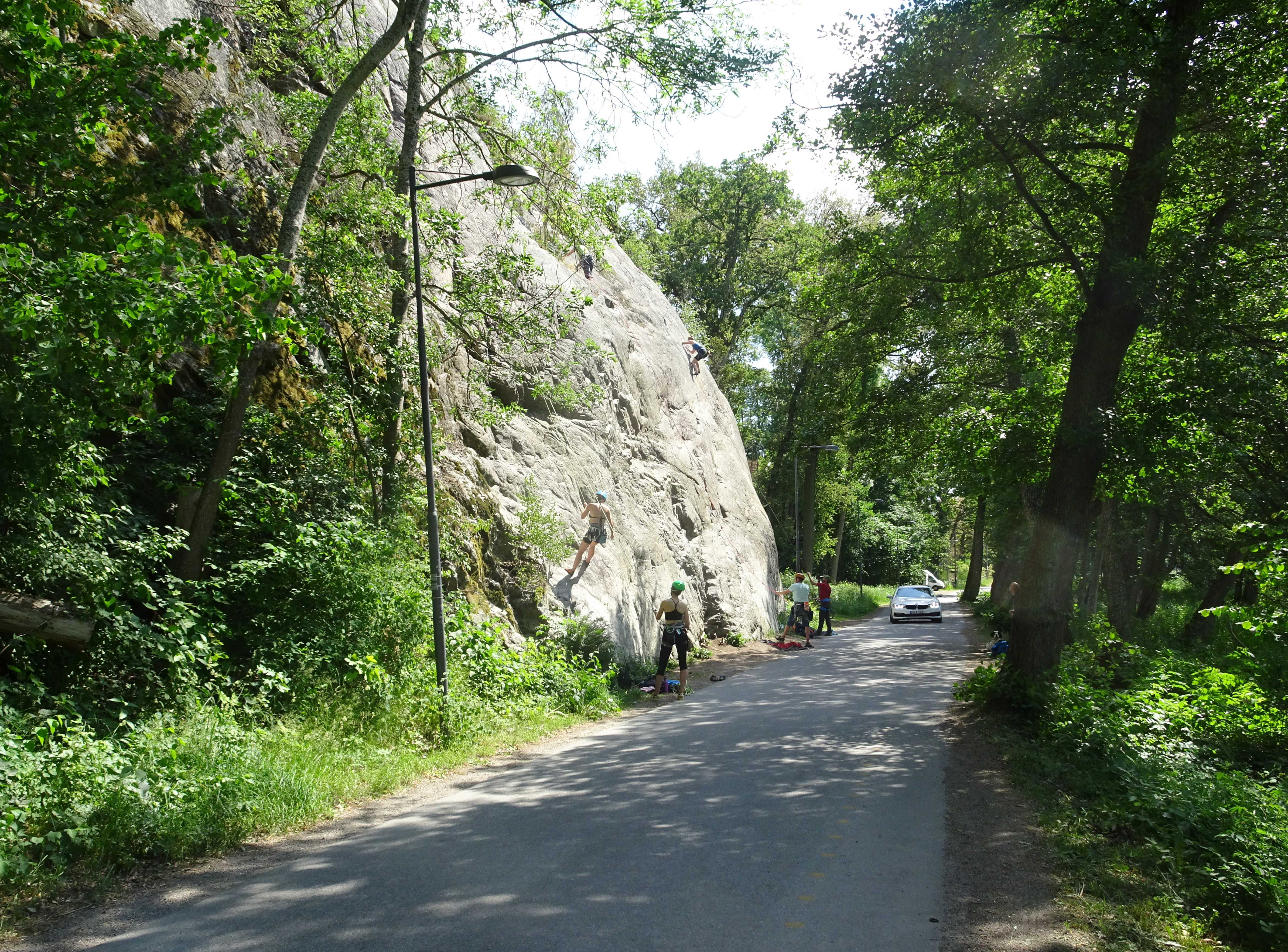
Tullinge strand med Örnberget
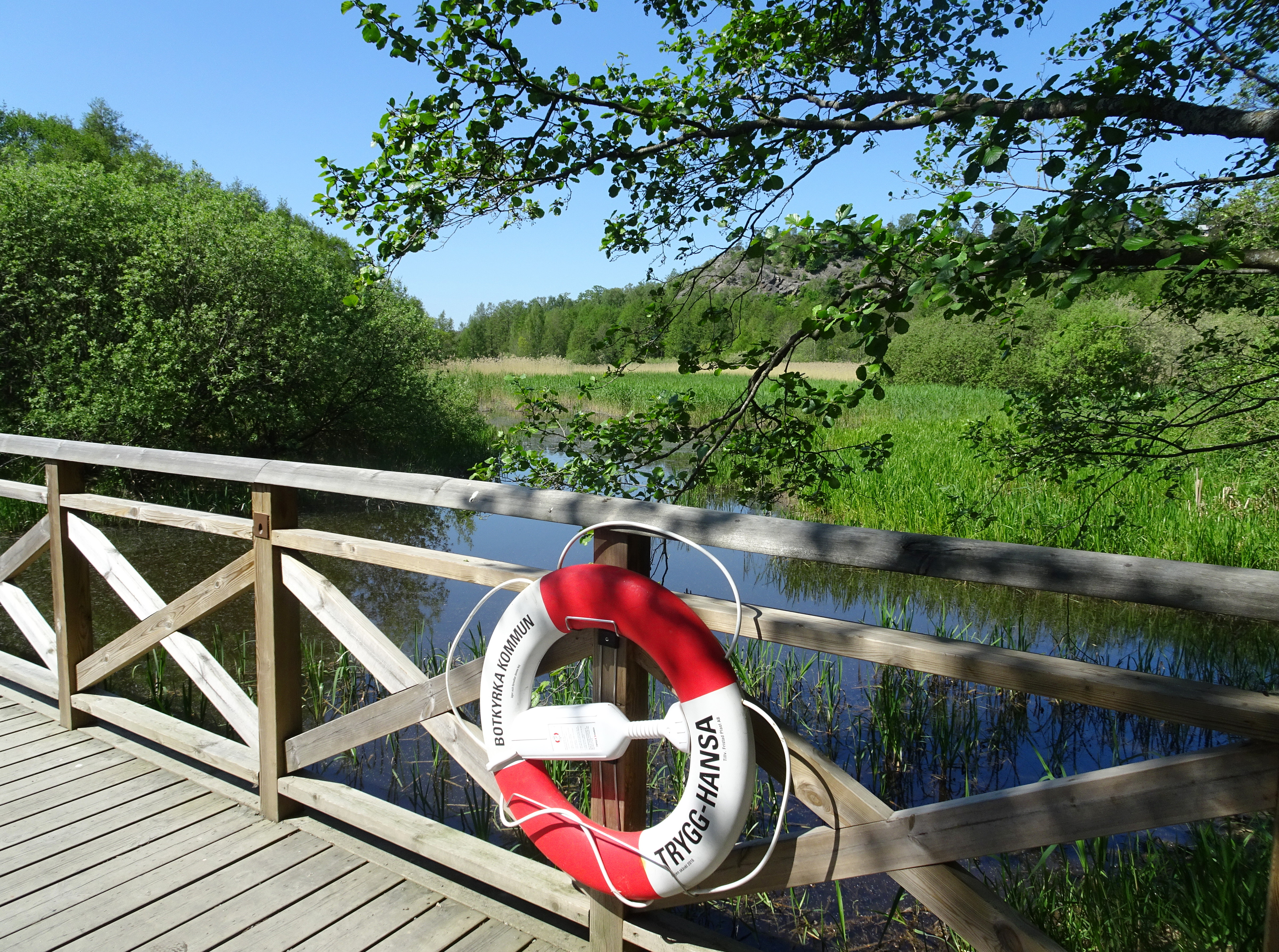
Madens dagvattenpark vid Tullingesjöns sydligaste del

## Delavrinningsområde
Tullingesjön ingår i delavrinningsområde (656692-161974) som SMHI kallar för Utloppet av Tullingesjön. Medelhöjden är 46 meter över havet och ytan är 16,95 kvadratkilometer. Räknas de 5 avrinningsområdena uppströms in blir den ackumulerade arean 74,62 kvadratkilometer. Tumbaån som avvattnar avrinningsområdet har biflödesordning 2, vilket innebär att vattnet flödar genom totalt 2 vattendrag innan det når havet efter 20 kilometer. Avrinningsområdet består mestadels av skog (37 procent). Avrinningsområdet har 1,54 kvadratkilometer vattenytor vilket ger det en sjöprocent på 9,2 procent. Bebyggelsen i området täcker en yta av 7,9 kvadratkilometer eller 47 procent av avrinningsområdet.

## Tullingesjöns dagvattenparker
- Madens dagvattenpark, renar dagvattnet från stora delar av Tullinge innan det rinner ut i Tullingesjön.
- Hamringe dagvattenpark, renar dagvattnet från stora delar av Tumba innan det rinner ut i Tullingesjön.